# Jeremy McKinnon

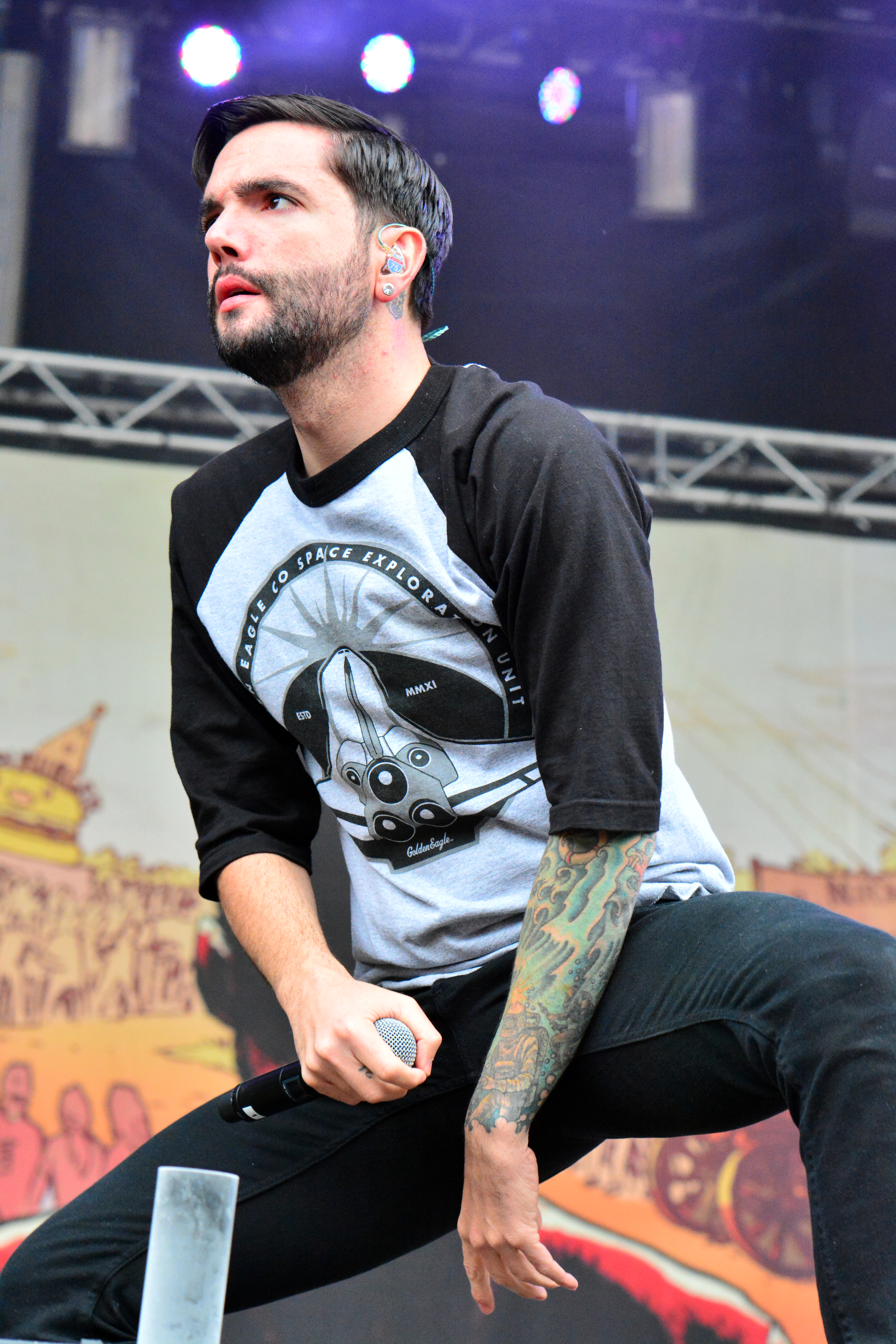
Jeremy McKinnon auf dem Elbriot, 2014.

Jeremy Wade McKinnon (* 17. Dezember 1985 in Gainesville, Florida) ist ein US-amerikanischer Rockmusiker und Musikproduzent. Bekanntheit erlangte er hauptsächlich durch seine Tätigkeit als Frontsänger der Post-Hardcore-Band A Day to Remember.

## Karriere
Jeremy McKinnon wurde am 17. Dezember 1985 in Gainesville, Florida geboren und hat zwei Schwestern. Bevor er als Musiker tätig wurde, arbeitete er zunächst in der Fastfoodkette Boston Market, später als Bauarbeiter. Sein musikalisches Interesse wurde durch einen Freund geweckt, welcher in einer Band aktiv war. Er begann Lieder zu schreiben um persönliche Erlebnisse verarbeiten, wie etwa seiner problematischen Zeit an der High School in Ocala, Florida.
McKinnons erste Band hieß All for Nothing und spielte Ska-Punk. Kurz darauf schloss er sich den Musikern Tom Denney und Bobby Scruggs an um schließlich A Day to Remember zu gründen. Gemeinsam mit dem Bassisten Joshua Woodard gründete er die Plattenfirma Running Man Records, welche mit Epitaph Records zusammenarbeitet.
In einem Interview aus dem Jahr 2012 sagte er, dass er nicht daran denke, in näherer Zukunft ein Solo-Album veröffentlichen zu wollen. Neben seiner Tätigkeit als Frontsänger von A Day to Remember ist McKinnon auch als Musikproduzent tätig. So nahm er bereits mit The Devil Wears Prada, The Ghost Inside, Neck Deep, Wage War, sowie mit seiner eigenen Band A Day to Remember Alben auf. Als Gastmusiker arbeitete er bereits mit Pierce the Veil, Mest, August Burns Red, In Fear and Faith und For the Fallen Dreams zusammen.
Am 25. Dezember des Jahres 2016 heiratete McKinnon seine langjährige Freundin Stephanie Morrison. Anfang Dezember 2017 wurde er Vater einer Tochter.

## Musikalischer Einfluss
Als größten musikalischen Einfluss zählt McKinnon die Punkband Millencollin und bezeichnet Less Than Jake als größten Einfluss für sein Bühnenauftreten. Außerdem nennt er The Flaming Lips und Rammstein als weitere Einflüsse.

## Diskografie
mit All for Nothing
- 2002: How to Score in High School

mit A Day to Remember
- → Hauptartikel: A Day to Remember/Diskografie

als Gastmusiker
- Strength in Numbers von In Fear and Faith
- Nightmares von For the Fallen Dreams
- Caraphernelia von Pierce the Veil
- Radio (Something to Believe) von Mest
- Ghosts von August Burns Red
- Kali Ma von Neck Deep

als Musikproduzent
- 2010: Veara – What We Left Behind[8]
- 2010: A Day to Remember – What Separates Me from You
- 2011: The Devil Wears Prada – Dead Throne[9]
- 2012: The Ghost Inside – Get What You Give[10]
- 2013: A Day to Remember – Common Courtesy
- 2014: The Ghost Inside – Dear Youth
- 2015: Neck Deep – Life´s Not Out to Get You
- 2015: Wage War – Blueprints

## Auszeichnungen und Nominierungen
- Alternative Press Music Awards[11]
  - 2015: Bester Sänger (nominiert)